# 赫尔辛基市剧院

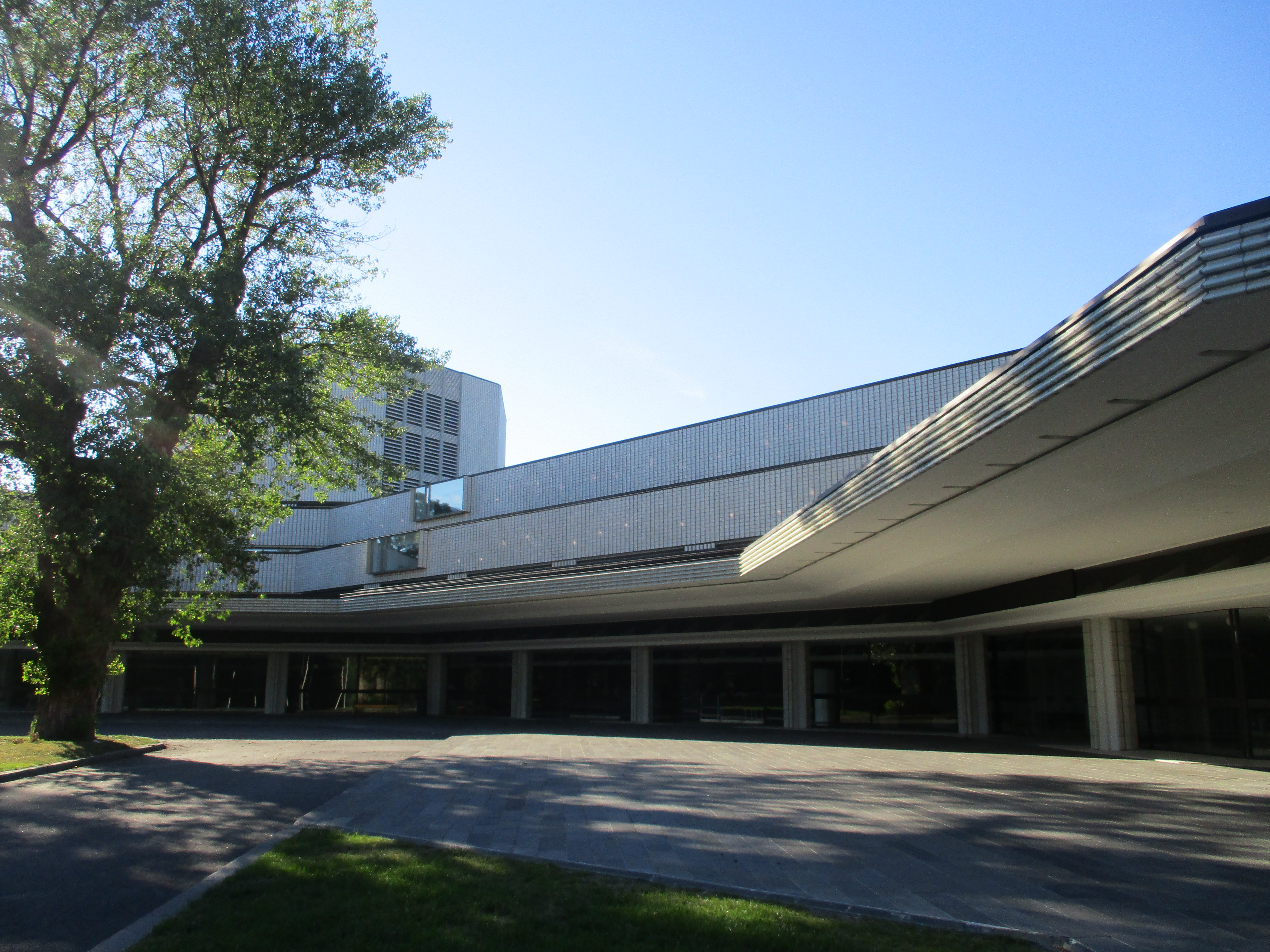
赫尔辛基市剧院

赫尔辛基市剧院（芬蘭語：Helsingin Kaupunginteatteri）是位于芬兰赫尔辛基的一个剧院，由赫尔辛基剧院基金会所属。其运行宗旨是“提供现代流行的双语（即芬兰语和瑞典语）的戏曲节目”。
由剧院自己提供的信息显示该剧院每年上演20个新的剧目、1100场演出及35万观众。剧院有250名长期员工，在6个演厅里演出。

## 历史
剧院的前身有两个剧院：赫尔辛基工人剧院（芬蘭語：Helsingin Työväenteatteri，成立于1902年）和赫尔辛基人民剧院（芬蘭語：Helsingin Kansanteatteri，成立于1934年）。这两个剧院在1948年合并为赫尔辛基人民剧院-工人剧院（芬蘭語：Helsingin Kansanteatteri-Työväenteatteri），并最终在1964年改名为赫尔辛基市剧院。改名的主要原因是赫尔辛基剧院基金会的成立，剧院交予该基金会拥有。基金会董事会成员是由赫尔辛基市议会推选的。
在1965年之前赫尔辛基市剧院借用其它场所的舞台来演出的。之后剧院决定建造自己的剧院建筑。剧院建筑在1967年完工，并在1989年扩建。花费了五千六百万欧元的重新装修在2017年完工。

## 演厅
赫尔辛基剧院在下列6个演厅里演出：
- 大演厅（芬蘭語：Suuri näyttämö）—947个座位
- Arena演厅—500个座位
- 小演厅（芬蘭語：Pieni näyttämö）—347个座位
- Studio Pasila—324个座位
- Lilla Teatern—267个座位
- Studio Elsa—240个座位